# IAI Eitan
IAI Eitan (איתן), znan tudi kot Heron TP je enomotorno turbopropelersko izvidniško brezpilotno letalo, ki ga je razvil Malat (podružnica od IAI). Deloma je podoben predhodniku IAI Heron-1. Eitan lahko operira v vseh vremenskih pogojih, lahko leti na višinah do 15 kilometrov in lahko avtomatsko vzleti in pristane (ATOL).

## Specifikacije
- Posadka: brez
- Kapaciteta: 2.000 kg tovora
- Maks. vzletna teža: 4.650 kg
- Dolžina: 13 m
- Razpon kril: 26 m
- Motor: 1 × Pratt & Whitney Canada PT6A-67A, 900 kW (1200 KM)

- Maks. hitrost: 370+ km/h (
- Dolet: 7.400+ km (4,600+ milj)
- Čas leta: 70+ ur
- Višina leta (servisna): 14.000+ m (45000+ ft)